# 慕容宣彻
慕容宣彻（？—709年），唐朝吐谷浑人。慕容忠之子。诺曷钵和弘化公主之孙。
慕容宣彻封河东阴山郡安乐王，官至左领军大将军。娶妻於博陵崔氏，后封为博陵郡太夫人。生左领军大将军慕容威（慕容神威）。景龙三年（709年）去世，四月十一，葬於凉州神鸟县，追封辅国王。